# Симплициссимус
«Симплициссимус» (нем. Der Abentheuerliche SIMPLICISSIMUS Teutſch. Das iſt: Die Beſchreibung deß Lebens eines ſeltzamen Vaganten genant Melchior Sternfels von Fuchshaim wo und welcher geſtalt. Er nemlich in dieſe Welt kommen was er darinn geſehen gelernet erfahren und auß geſtanden auch warumb er ſolche wieder freywillig quittirt. Überauß luſtig und maenniglich nutzlich zu leſen) — первый и наиболее яркий образец плутовского романа на немецком языке, главное произведение Г. Я. К. Гриммельсгаузена. Впервые был издан в 1669 году в Нюрнберге. Причисляется к канону Эпохи Просвещения.

## Сюжет
В романе нашла отображение бурная и подчас трагическая история Германии времён Тридцатилетней войны (1618—1648). Начавшись как борьба немецких периферийных князей с императорской властью, стремившейся преодолеть партикуляризм, война вскоре приобрела международный характер. Она подорвала экономическую мощь Германии, став причиной страшного обнищания широких слоев населения.
В центре повествования — жизнь простого парня Симплициссимуса (лат. Наипростейший), претерпевающего бесконечные приключения. Обычный бродяга, ведущий жизнь, полную горестных и весёлых приключений, Симплициссимус — то слуга, то богач, пастух, отшельник, вор, шут, повар, охотник, актёр, гусар, лекарь, разбойник, мушкетёр, пилигрим, нищий, офицер и отшельник. За время своих странствий он исколесил пол-Европы, побывал на службе у «белого царя» в Москве, спустился по Волге к Астрахани, побывал в Тартарии, Корее, Японии, Макао и Константинополе.

## Литературный анализ
Несмотря на поверхностное сходство с испанской пикареской, «Симплициссимус» следует традициям немецкого рыцарского романа и сатирической литературы XVI века. Автобиографическая форма служит созданию у читателя иллюзии правдивого рассказа о непосредственно пережитом. Исповедальное повествование используется у Гриммельсгаузена не для обрисовки индивидуальной истории жизни, а для показа несовершенства мира, разрушения иллюзий, оно является как бы зеркалом, в котором мир видит себя без прикрас. Александр Антонович Морозов, который в 1931—1963 годах подготовил первый перевод романа на русский язык, писал:
Значение Гриммельсгаузена не в том, что он остался вне литературного стиля барокко, а в том, что он раздвинул его рамки, использовал и трансформировал его художественные средства. В силу заложенных в нём социальных устремлений Гриммельсгаузен подчинял риторические средства барокко новым потребностям осмысления и отражения действительности. Народный вариант барочного романа пережил своих литературных современников.

## Признание
«Симплициссимус» имел большой успех у самых широких слоёв населения. В 1683 году появилась венгерская версия приключений «ваганта из Шпессерта». В 1948 году на сцене Мюнхенской оперы поставлена опера Simplicius Simplicissimus, которую написал по мотивам романа композитор Карл Амадеус Хартман.

## Издания текста
- Гриммельсгаузен Г. Я. К. Симплициссимус = Der abenteuerliche Simplicissimus / изд. подг. А. А. Морозов ; отв. ред. А. В. Фёдоров. — Л.: Наука, 1967. — 672 с. — (Литературные памятники). — 30 000 экз.
- Гриммельсгаузен Г. Я. К. Симплициссимус. — М.: Художественная литература, 1976. — 560 с. — (Библиотека всемирной литературы). — 303 000 экз.
- Гриммельсгаузен Я. Чудаковатый Симплициссимус. — «Земля и фабрика», 1926. — 232 с.